# Sybren Tulp

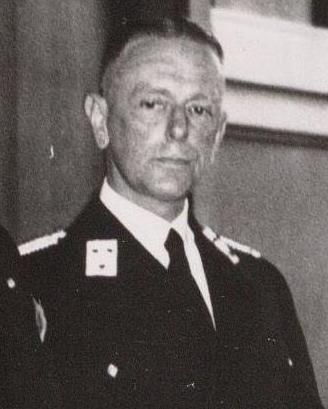
Sybren Tulp (1941)

Sybren Tulp (* 28. März 1891 in Leeuwarden; † 22. Oktober 1942 in Amsterdam) war ein niederländischer Offizier und während der deutschen Besetzung der Niederlande Polizeipräsident (Hoofdcommissaris) von Amsterdam.

## Biographie
Sybren Tulp war ab 1912 Offizier der Niederländisch-Indischen Armee (KNIL). 1936 wurde er Offizier des Ordens von Oranien-Nassau. 1938 schied er aus gesundheitlichen Gründen aus dem Dienst und kehrte nach Europa zurück. Seit Beginn der 1930er Jahre hatte er aufmerksam die politischen Entwicklungen in Deutschland verfolgt und wurde zu einem glühenden Verehrer von Adolf Hitler. Bevor er sich endgültig wieder in den Niederlanden niederließ, bereiste er mit seiner Frau die beiden faschistischen Länder Deutschland und Italien und wurde im Jahr darauf Mitglied der nationalsozialistischen Partei in den Niederlanden, der NSB. In einem Brief schrieb er bewundernd über das faschistische Deutschland, das vom Rest der Welt und dem „internationalen Judentum“ in seinen Anstrengungen behindert werde, und beklagte den demoralisierten Zustand des eigenen unter den Folgen der Weltwirtschaftskrise leidenden Heimatlandes, wo sich während seiner Abwesenheit die Zustände verschlechtert hatten. Tulp, der die Niederlande zu einer Zeit verlassen hatte, als der Nationalismus eine Hochzeit hatte, zeigte sich schwer enttäuscht.
Tulp wurde als „einnehmend“ und „jovial“ beschrieben, ein Mann, der in jeder Situation gewusst habe, was zu tun sei, und bei Untergebenen beliebt gewesen sei. Verheiratet war er mit der Tochter einer Mutter aus dem damaligen Niederländisch-Indien und eines deutschen KNIL-Offiziers. Auch seine Frau entwickelte sich zu einer „fanatischen“ Nationalsozialistin.
Im Februar 1941 kam es in Amsterdam und Umgebung aus Protest gegen die Verschleppung von über 300 Juden zu einem zweitägigen Generalstreik. Als Folge davon wurde Tulp im Mai 1941 in der Nachfolge von Hendrik Johan Versteeg jr. von Reichskommissar Arthur Seyß-Inquart als neuer Polizeichef von Amsterdam eingesetzt. Er richtete innerhalb der Amsterdamer Polizei zwei neue Abteilungen ein: das Bureau Joodsche Zaken, das ab Juni 1942 dem Aufspüren jüdischer Menschen diente, und das Politie Bataljon Amsterdam (PBA) mit 300 demobilisierten niederländischen Soldaten in einer Kaserne, das ab März 1942 einsatzfähig war. Die Soldaten, Schalkhaarders nach ihrem Ausbildungsort Schalkhaar genannt, galten als „Eliteeinheit“ und waren besonders gut ausgerüstet. Formell waren sie Hilfspolizisten, die Kompanie war aber Teil der NSB und auf die Durchführung von Razzien gegen Juden spezialisiert, bei denen Tulp vorzugsweise persönlich anwesend war.
Zunächst hatte sich Tulp ausbedungen, seine Männer bei den „Judenaktionen“ außen vor zu lassen, aber der Höhere SS- und Polizeiführer Hanns Albin Rauter war der Meinung, das Bataillon solle „hier und da zu Judensachen herangezogen werden, gerade weil diese Arbeit eine sehr unangenehme ist und weil daran der Charakter der Männer gehärtet werden kann“. Schließlich übertrafen die „Erfolge“ der PBA bei der Suche nach jüdischen Menschen und ihrer Gefangennahme selbst die Erwartungen seiner deutschen Vorgesetzten. Es waren seine Untergebenen, die im Juni 1942 als Vergeltung 300 deutsche Juden in das KZ Mauthausen schickten. Seine Behörde war es auch, die die deutschen Maßnahmen zum Ausschluss der Juden aus dem öffentlichen Leben verstärkt durchdrückte. Am 7. Juli 1942 meldete Sybern Tulp, inzwischen Mitglied der Niederländischen SS, seinem Vorgesetzten Rauter stolz in deutscher Sprache nach Den Haag: „Hier in Amsterdam geht alles wohl und wir sind ganz fertig zu einer glatten Durchführung der Judenmaßnahmen.“ Allein im September 1942 wurden vom PBA rund 6000 Juden in Amsterdam festgenommen, um nach Auschwitz deportiert und ermordet zu werden.
Tulp wurde von den Deutschen so geschätzt, dass Reichsführer SS Heinrich Himmler am 18. Mai 1942 nach Amsterdam kam und auf dem Museumplein gemeinsam mit Tulp eine Ehren-Parade von dessen Männern abnahm.
Am 22. Oktober 1942 starb Tulp, der sich bei einer Razzia erkältet hatte, an rheumatischem Fieber. Nach seinem Tod erhielt die Witwe ein Beileidstelegramm von Himmler. Bei der Einäscherung hielt Rauter eine Rede, in der er verkündete, dass das Amsterdamer Polizeibataillon den Namen Sybren-Tulp-Kompanie erhalten und die Kaserne nach ihm Tulpkazerne benannt werde. Die Männer der Kompanie selbst wurden von den Amsterdamern „zwarte tulpen“ genannt. Nach Tulps Tod verlor die Kompanie jedoch an Bedeutung, und die Verhaftungen von Juden wurden größtenteils von den Deutschen selbst durchgeführt.
Sybren Tulp hatte einen Halbbruder namens Harry, der im Widerstand gegen die deutsche Besatzung aktiv und Mitarbeiter der illegalen Zeitung Het Noorderlicht war. Harry Tulp starb am 19. Oktober 1942, drei Tage vor seinem älteren Bruder, im KZ Buchenwald.